# Johann von Quitzow
Johann „Hans“ von Quitzow (* 1370; † 1437) war im Raum Berlin und Brandenburg zusammen mit seinem Bruder Dietrich von Quitzow einer der gefürchteten und allseits bekannten Raubritter seiner Zeit.

## Leben
Es war die Zeit nach dem Tod Kaiser Karl IV. Seine Nachfolger interessierten sich zunächst nicht sonderlich für die Mark Brandenburg, es kam zur Anarchie und die Region stand vor dem Kollaps. Diese Situation ermöglichte es verschiedenen Rittern aus den in der Prignitz ansässigen Adelsfamilien, vor allem der Quitzows, Putlitz, Bredows u. a., mit ihren Heerscharen, die man mit Privatarmeen vergleichen kann, das Vakuum auszunutzen und durch Brandschatzung und Plünderung ihre Besitztümer zu vermehren.
Johann von Quitzow galt hierbei zusammen mit seinem Bruder als einer der grausamsten und hinterlistigsten Kämpfer dieser Szene. Anfangs nahm er an den Raubzügen seines Vaters Kuno von Quitzow († 1402), Herr auf Burg Kletzke, teil, die sich ab 1399 dann vor allem auf die gesamte Mark Brandenburg erstreckten. 1400 erhielt Johann Burg Plaue von seinem Schwiegervater Lippold von Bredow zum Besitz. Nach dem Tod des Vaters wurden die beiden Brüder zum Inbegriff des Grauens. Dabei scheute sich Johann ebenso wie sein älterer Bruder Dietrich von Quitzow nicht, wechselnde Bündnisse für die Durchsetzung seiner Ziele einzugehen.
So verband er sich 1402 zusammen mit seinem Bruder Dietrich zunächst mit den Herzögen von Pommern und fiel mit diesen in die Landschaft Barnim, einen Teil der Mark Brandenburg, ein und eroberte mit diesen ohne Vorwarnung Bötzow, das spätere Oranienburg, die Burg Neumühl sowie am 21. September 1402 die Stadt Strausberg.
Doch dieses Bündnis dauerte nicht lange und Johann wechselte die Seite. Auf Wunsch der Berliner wurde er 1404 zum Landeshauptmann der Mittelmark bestellt und sein Bruder Dietrich übernahm die Führung der offiziellen Truppen. Die ehemaligen Verbündeten aus Pommern konnten nun aus dem Land vertrieben werden, aber die Raubzüge der Quitzows gegen das eigene Land gingen trotzdem weiter. So brannte im Jahre 1408 Johann den Ort Trechwitz nieder und raubte ihn völlig aus. Bei dem anschließenden Versuch, Schloss Grabow einzunehmen, verlor er bei Altengrabow ein Augenlicht, was ihm fortan noch fürchterlicher erscheinen ließ. Aber erst als König Sigismund, der spätere Kaiser, nach dem Tod des Jobst von Mähren den Burggrafen von Nürnberg, damals Friedrich VI. nun als Friedrich I. von Brandenburg zum neuen Markgrafen eingesetzt hatte, wendete sich das Blatt zum Nachteil Johanns.
Von seinem neuen Amtssitz in Berlin-Cölln aus sammelte Friedrich I. Verbündete um sich, nachdem er zunächst am Kremmener Damm einen ersten Kampf gegen die Quitzows verloren hatte, die ihrerseits 1413 unter Leitung von Johann von Quitzow Plünderungszüge ins Magdeburgsche Land unternahmen. Friedrich I. griff die aufsässigen Adelsfamilien und deren Besitztümer erneut an und so musste schließlich Johann, der den neuen Herrscher anfangs nicht ernst genommen und ihn verächtlich den „Nürnberger Tand“ genannt hatte, einige Besitztümer aufgeben und auf seine Burg Plaue flüchten. Doch Friedrich verfolgte ihn auch dorthin und konnte mit einer neuartigen Kanone, die auf Grund ihrer Trägheit und Schwere den Namen „Faule Grete“ erhielt, am 25. Februar 1414 die Burg erobern. Johann versuchte zusammen mit seinem jüngeren Bruder Henning und seinem Knecht Friedrich Schwalbe zu fliehen, wurde aber gestellt und zunächst in der Kirche zu Plaue „in den Stock“ gesetzt. Schließlich wurde er dem Erzbischof Günther II. von Magdeburg übergeben und in der Burg Calbe inhaftiert. Seinem Bruder Dietrich war hingegen die Flucht geglückt.
Bereits nach zwei Jahren wurde Johann aus der Haft weitestgehend reumütig entlassen, versuchte aber trotzdem seinen auf der Flucht befindlichen Bruder bei dessen Raubzügen zeitweilig zu unterstützen. Vier Jahre nach dem Tod Dietrichs wurden ihm schließlich im Jahre 1421 im Auftrag des Markgrafen seine Ländereien mit der Auflage zurückgegeben, sich nun in die Dienste des Landes zu stellen. So zog er daher im Jahr 1422 mit 180 Reitern gegen die Handelsstädte Hamburg und Lübeck zu Felde, musste hier aber einen herben Verlust einstecken und in das Schloss Lauenburg des Herzogs Erich V. von Sachsen-Lauenburg fliehen. Dieser lieferte ihn, allerdings mit der Bedingung des freien Geleits, den Streitkräften der Handelsstädte aus. Mit einer hohen Lösegeldsumme wurde Johann hier freigekauft, was ihn aber nicht davon abhielt, weiter auf Beutezug zu gehen. Noch einmal machte er von sich reden, als er 1433 die Stadt Grabow in Mecklenburg überfiel und ausraubte, bevor er schließlich 1437 starb. Seine Witwe Agnes, geborene von Bredow, erhielt ein Jahr später vom Markgrafen und mittlerweile zum Kurfürsten beförderten Friedrich I. einen Teil der Kyritzer Abgaben als Leibrente. Die Ehe von Johann blieb kinderlos.
Über ihn und seine Raubzüge wurde vieles niedergeschrieben, insbesondere vom damaligen Chronisten Engelbert Wusterwitz und später von Theodor Fontane, Karl May und anderen Geschichtsschreibern. Im Roten Rathaus von Berlin erinnert ein Fries an die Fehde gegen die Quitzows und im Stadtteil Moabit ist eine Straße nach ihm und seinem Bruder benannt.